# Kautskismo
Kautskismo é uma ideologia política que diferentemente das vertentes marxistas, manifesta-se contrária à ditadura do proletariado e nega a inevitabilidade da revolução proletária. foi uma tendência centrista da Segunda Internacional na época da Primeira Guerra Mundial. Seu nome é devido a Karl Kautsky, filósofo tcheco-austríaco.